# Lista de subdivisões de Itaboraí
Administrativamente, o município de Itaboraí, está dividido em oito distritos e noventa e três bairros.

## 1º Distrito -Centro- sede
- Centro
- Ampliação[1]
- Areal
- Badureco
- Bela Vista
- Bonfim
- Caluge
- Calundu
- City Areal
- Colônia[1]
- Engenho Velho[1]
- Esperança (Reta Velha e Reta Nova)[1]
- Chácaras Iguá
- Itaville
- Jardim Ferma
- Joaquim de Oliveira[1]
- Jardim Progresso
- Nancilândia
- Nova Cidade
- Outeiro das Pedras
- Picos
- Quissamã
- Retiro
- Retiro São Joaquim
- Rio Várzea[1]
- Santo Expedito
- Sapê
- Sossego[1]
- Três Pontes[1]
- Venda das Pedras
- Vila Rica

## 2º Distrito -Porto das Caixas
- Porto das Caixas[1]
- Jardim Itajubá
- Nossa Senhora da Conceição

## 3º Distrito -Itambi
- Itambi[1]
- Gebara I
- Grande Rio
- Jardim Itambi
- João Caetano
- Morada do Sol I
- Morada do Sol II
- Parque Aurora

## 4º Distrito -Sambaetiba
- Sambaetiba
- Agro Brasil
- Alto do Jacu
- Chácaras Bela Vista
- Parque Nova Friburgo
- Quinta dos Colibris

## 5º Distrito -Visconde de Itaboraí
- Visconde de Itaboraí
- Jardim Itamarati
- Maravilha
- Vila Visconde
- Village do Sol
- Vila Moraes
- Vila Esperança

## 6º Distrito - Cabuçu
- Cabuçu
- Curuzu
- Pitangas
- Recanto dos Magalhães
- São José
- São Sebastião
- Vila Verde

## 7º Distrito - Manilha
- Aldeia da Prata[1]
- Manilha
- Apolo II
- Granjas Cabuçu
- Helianópolis[1]
- Monte Verde
- Novo Horizonte
- Santo Antônio
- São Miguel
- Vila Brasil
- Marambaia
- Vila Gabriela
- Nova Capital
- Jardim  Shangrilá
- Jardim Maicon
- Nova Aldeia
- Aldeia Velha[2]

## 8º Distrito - Pachecos
O distrito de Pachecos foi criado pela Lei Municipal nº 823, de 16 de janeiro de 1986 e ratificado pela Lei Complementar nº 05 de abril de 1993.
Bairros:
- Centro - Pachecos
- Granjas Mirassol
- Parque Novelo
- Montevidio
- Itapacorá
- Perobas
- Muriqui
- Morro do Chapéu
- Bibinha
- Fonte dos Bambus
- Guindaste
- Lobos